# Marc Emmers
Marc Emmers, né le 25 février 1966 à Hamont-Achel en Belgique, est un footballeur international belge, actif dans les années 1980 et 1990, qui joue comme défenseur ou milieu de terrain latéral.
Il joue notamment au KV Malines et à Anderlecht et en équipe nationale, avec laquelle il dispute deux Coupes du monde en 1990 et 1994.

## Biographie

### En club
Marc Emmers commence à jouer au football en équipe de jeunes au KVV Hamontlo, un club de son village natal, où il est remarqué dès son plus jeune âge et recruté par Waterschei THOR. Lors de la saison 1983-1984, à l'âge de 18 ans, il fait ses grands débuts en équipe première de l'équipe minière par l'entremise de Han Grijzenhout. Emmers s'impose assez rapidement comme titulaire mais les Jaune et Noir sont relégués en deuxième division deux ans plus tard où le jeune talent risque de sombrer dans l'oubli. Il est alors recruté par le KV Malines, à l'insistance de son ancien coéquipier Lei Clijsters, après une saison dans l'antichambre de l'élite,.
C'est dans l’équipe à succès du président malinois John Cordier et de l'entraîneur Aad De Mos qu'Emmers va exploser et obtenir ses meilleurs résultats : il remporte la Coupe des coupes en 1988, la Supercoupe de l'UEFA 1988, devient champion de Belgique l'année suivante et est élu footballeur pro de l'année dans la foulée. Joueur extrêmement polyvalent, il pouvait évoluer à n'importe quel poste défensif ou du milieu de terrain mais il fut aussi victime de cette polyvalence, l'empêchant de devenir incontournable à un poste précis et de développer ainsi une carrière encore plus resplendissante,,.
Au KV Malines, il croise la route de Bruno Versavel, d'un an son cadet, et les deux joueurs de flanc vont devenir de véritables frères siamois, leurs trajets professionnels empruntant dès lors des chemins parallèles par la suite. C'est ainsi qu'ils évoluent ensemble au Sporting d'Anderlecht, à Pérouse, au FC Lugano et que Versavel l'attire enfin au KFC Diest où Emmers raccroche les crampons en 2000.
En 1989, Aad De Mos est recruté par le Sporting et emmène avec lui plusieurs titulaires, notamment Graeme Rutjes et Bruno Versavel, mais Emmers résiste aux sirènes anderlechtoises,. La saison suivante, Malines rate de peu le titre et la Coupe avant d'échouer une nouvelle fois en finale en 1992 et il est alors temps pour Emmers de changer d'air. Transféré à Anderlecht, il y est taraudé par de nombreuses blessures ce qui ne l'empêche pas de remporter trois titres consécutifs de Champion de Belgique (1993, 1994, 1995) et une Coupe de Belgique (1994). Johan Boskamp dira de lui que c'est l'un des meilleurs libéros avec lesquels il avait travaillé mais sa place de prédilection est derrière les attaquants.
Victime de nouvelles blessures, Emmers devra encourir pas moins de huit opérations au genou ce qui le tient éloigné des terrains lors de ses deux dernières saisons à Anderlecht. Il rejoint son ami Versavel à Pérouse en 1997 mais le club italien est dans la tourmente, plusieurs joueurs ne sont plus payés depuis de nombreux mois et son parcours en Serie B prend fin après une demi-saison.
Il prend alors la direction de la Suisse où il s'engage auprès du FC Lugano mais ses années de gloire sont irrévocablement terminées. Emmers revient alors en Belgique où il effectue une dernière pige au KFC Diest, qui végète en troisième division, à la requête de Versavel et où il décide de mettre fin à sa carrière en 2000,.

### En sélections nationales
Les qualités de Marc Emmers lui permettent également de revendiquer une place en sélections nationales et, après avoir gravi les échelons des jeunes et participé au éliminatoires pour Séoul 1988 avec l'équipe olympique, il obtient sa première sélection chez les Diables Rouges sous Guy Thys, le 19 janvier 1988, face à Israël (victoire, 3-2). Malheureusement, Emmers souffre en équipe nationale du même problème qu'en club, sa polyvalence l'empêche d'aspirer à une place de titulaire à part entière. Il décrochera néanmoins 37 sélections et inscrira deux buts entre 1988 et 1994, il participe à deux Coupe du monde (1990, huitièmes de finale, et 1994, huitièmes de finale).

## Statistiques

### En club
| Saison                | Club                  | Championnat           | Championnat | Championnat | Coupe(s) nationale(s) | Coupe(s) nationale(s) | Supercoupe | Supercoupe | Compétition(s) continentale(s) | Compétition(s) continentale(s) | Compétition(s) continentale(s) | Autres compétitions | Autres compétitions | Autres compétitions | Total | Total |
| Saison                | Club                  | Division              | M.          | B.          | M.                    | B.                    | M.         | B.         | Comp.                          | M.                             | B.                             | Comp.               | M.                  | B.                  | M.    | B.    |
| 1983-1984             | Waterschei THOR       | Division 1            | 9           | 1           | -                     | -                     | -          | -          | -                              | -                              | -                              | -                   | -                   | -                   | 9     | 1     |
| 1984-1985             | Waterschei THOR       | Division 1            | 23          | 2           | 2                     | 0                     | -          | -          | -                              | -                              | -                              | -                   | -                   | -                   | 25    | 2     |
| 1985-1986             | Waterschei THOR       | Division 1            | 29          | 9           | 4                     | 0                     | -          | -          | -                              | -                              | -                              | -                   | -                   | -                   | 33    | 9     |
| 1986-1987             | Waterschei THOR       | Division 2            | 26          | 1           | 5                     | 1                     | -          | -          | -                              | -                              | -                              | -                   | -                   | -                   | 31    | 2     |
| Sous-total            | Sous-total            | Sous-total            | 87          | 13          | 11                    | 1                     | -          | -          | -                              | -                              | -                              | -                   | -                   | -                   | 98    | 14    |
| 1987-1988             | KV Malines            | Division 1            | 28          | 6           | 8                     | 2                     | 2          | 0          | C2                             | 5                              | 1                              | -                   | -                   | -                   | 43    | 9     |
| 1988-1989             | KV Malines            | Division 1            | 33          | 9           | 8                     | 2                     | -          | -          | C2                             | 8                              | 0                              | SCU                 | 2                   | 0                   | 51    | 11    |
| 1989-1990             | KV Malines            | Division 1            | 34          | 9           | 4                     | 2                     | -          | -          | C1                             | 6                              | 0                              | -                   | -                   | -                   | 44    | 11    |
| 1990-1991             | KV Malines            | Division 1            | 30          | 4           | 7                     | 0                     | -          | -          | C3                             | 2                              | 0                              | -                   | -                   | -                   | 39    | 4     |
| 1991-1992             | KV Malines            | Division 1            | 31          | 5           | 6                     | 2                     | -          | -          | C3                             | 2                              | 0                              | -                   | -                   | -                   | 39    | 7     |
| Sous-total            | Sous-total            | Sous-total            | 156         | 33          | 33                    | 8                     | 2          | 0          | -                              | 23                             | 1                              | -                   | 2                   | 0                   | 216   | 42    |
| 1992-1993             | RSC Anderlecht        | Division 1            | 14          | 1           | 2                     | 0                     | -          | -          | C3                             | 1                              | 0                              | -                   | -                   | -                   | 17    | 1     |
| 1993-1994             | RSC Anderlecht        | Division 1            | 17          | 1           | 4                     | 0                     | -          | -          | C1                             | 5                              | 0                              | -                   | -                   | -                   | 26    | 1     |
| 1994-1995             | RSC Anderlecht        | Division 1            | 25          | 1           | 2                     | 0                     | 1          | 0          | C1                             | 2                              | 0                              | -                   | -                   | -                   | 30    | 1     |
| 1995-1996             | RSC Anderlecht        | Division 1            | -           | -           | -                     | -                     | -          | -          | -                              | -                              | -                              | -                   | -                   | -                   | 0     | 0     |
| 1996-1997             | RSC Anderlecht        | Division 1            | 5           | 0           | 1                     | 0                     | -          | -          | -                              | -                              | -                              | -                   | -                   | -                   | 6     | 0     |
| Sous-total            | Sous-total            | Sous-total            | 61          | 3           | 9                     | 0                     | 1          | 0          | -                              | 8                              | 0                              | -                   | -                   | -                   | 79    | 3     |
| 1997-1998             | AC Pérouse Calcio     | Serie B               | 7           | 0           | 2                     | 0                     | -          | -          | -                              | -                              | -                              | -                   | -                   | -                   | 9     | 0     |
| 1997-1998             | FC Lugano             | Ligue B               | 14          | 2           | -                     | -                     | -          | -          | -                              | -                              | -                              | -                   | -                   | -                   | 14    | 2     |
| 1998-1999             | FC Lugano             | Ligue A               | 34          | 2           | 1                     | 0                     | -          | -          | -                              | -                              | -                              | -                   | -                   | -                   | 35    | 2     |
| 1999-2000             | FC Lugano             | Ligue A               | 6           | 0           | -                     | -                     | -          | -          | -                              | -                              | -                              | -                   | -                   | -                   | 6     | 0     |
| Sous-total            | Sous-total            | Sous-total            | 61          | 4           | 3                     | 0                     | -          | -          | -                              | -                              | -                              | -                   | -                   | -                   | 64    | 4     |
| 1999-2000             | KFC Diest             | Division 3B           | 9           | 2           | -                     | -                     | -          | -          | -                              | -                              | -                              | -                   | -                   | -                   | 9     | 2     |
| Total sur la carrière | Total sur la carrière | Total sur la carrière | 374         | 55          | 56                    | 9                     | 3          | 0          | -                              | 31                             | 1                              | -                   | 2                   | 0                   | 466   | 65    |

### En sélections nationales
| Saison                | Sélection             | Phases finales        | Phases finales | Phases finales | Phases finales | Éliminatoires CDM | Éliminatoires CDM | Éliminatoires CDM | Éliminatoires EURO | Éliminatoires EURO | Éliminatoires EURO | Matchs amicaux | Matchs amicaux | Matchs amicaux | Total | Total | Total |
| Saison                | Sélection             | Compétition           | M              | B              | Pd             | M                 | B                 | Pd                | M                  | B                  | Pd                 | M              | B              | Pd             | M     | B     | Pd    |
| --------------------- | --------------------- | --------------------- | -------------- | -------------- | -------------- | ----------------- | ----------------- | ----------------- | ------------------ | ------------------ | ------------------ | -------------- | -------------- | -------------- | ----- | ----- | ----- |
| 1987-1988             | Belgique              | -                     | -              | -              | -              | -                 | -                 | -                 | -                  | -                  | -                  | 2              | 0              | 0              | 2     | 0     | 0     |
| 1988-1989             | Belgique              | -                     | -              | -              | -              | 5                 | 0                 | 1                 | -                  | -                  | -                  | 2              | 0              | 0              | 7     | 0     | 1     |
| 1989-1990             | Belgique              | Coupe du monde 1990   | 3              | 0              | 0              | 3                 | 0                 | 0                 | -                  | -                  | -                  | 4              | 1              | 1              | 10    | 1     | 1     |
| 1990-1991             | Belgique              | -                     | -              | -              | -              | -                 | -                 | -                 | 3                  | 0                  | 0                  | 1              | 0              | 0              | 4     | 0     | 0     |
| 1991-1992             | Belgique              | -                     | -              | -              | -              | 2                 | 0                 | 0                 | 2                  | 0                  | 0                  | 1              | 1              | 0              | 5     | 1     | 0     |
| 1992-1993             | Belgique              | -                     | -              | -              | -              | 2                 | 0                 | 0                 | -                  | -                  | -                  | -              | -              | -              | 2     | 0     | 0     |
| 1993-1994             | Belgique              | Coupe du monde 1994   | 3              | 0              | 0              | -                 | -                 | -                 | -                  | -                  | -                  | 3              | 0              | 1              | 6     | 0     | 1     |
| 1994-1995             | Belgique              | -                     | -              | -              | -              | -                 | -                 | -                 | 1                  | 0                  | 0                  | -              | -              | -              | 1     | 0     | 0     |
| Total sur la carrière | Total sur la carrière | Total sur la carrière | 6              | 0              | 0              | 12                | 0                 | 1                 | 6                  | 0                  | 0                  | 13             | 2              | 2              | 37    | 2     | 3     |

### Matchs internationaux
| Matchs internationaux de Marc Emmers, | Matchs internationaux de Marc Emmers, | Matchs internationaux de Marc Emmers,                 | Matchs internationaux de Marc Emmers, | Matchs internationaux de Marc Emmers, | Matchs internationaux de Marc Emmers,   | Matchs internationaux de Marc Emmers, | Matchs internationaux de Marc Emmers,                                  |
| #                                     | Date                                  | Lieu                                                  | Adversaire                            | Résultat                              | Compétition                             | Club                                  | Notes                                                                  |
| ------------------------------------- | ------------------------------------- | ----------------------------------------------------- | ------------------------------------- | ------------------------------------- | --------------------------------------- | ------------------------------------- | ---------------------------------------------------------------------- |
| 1                                     | 19 janvier 1988                       | Stade Ramat Gan, Ramat Gan, Israël                    | Israël                                | V 3 - 2                               | Match amical                            | KV Malines                            | Titulaire.                                                             |
| 2                                     | 26 mars 1988                          | Stade du Heysel, Laeken, Belgique                     | Hongrie                               | V 3 - 0                               | Match amical                            | KV Malines                            | Titulaire.                                                             |
| 3                                     | 19 octobre 1988                       | Stade du Heysel, Bruxelles, Belgique                  | Suisse                                | V 1 - 0                               | Éliminatoires de la Coupe du monde 1990 | KV Malines                            | Titulaire.                                                             |
| 4                                     | 16 novembre 1988                      | Tehelné pole, Bratislava, Tchécoslovaquie             | Tchécoslovaquie                       | N 0 - 0                               | Éliminatoires de la Coupe du monde 1990 | KV Malines                            | Titulaire.                                                             |
| 5                                     | 15 février 1989                       | Estádio do Sport Lisboa e Benfica, Lisbonne, Portugal | Portugal                              | N 1 - 1                               | Éliminatoires de la Coupe du monde 1990 | KV Malines                            | Titulaire.                                                             |
| 6                                     | 29 avril 1989                         | Stade du Heysel, Bruxelles, Belgique                  | Tchécoslovaquie                       | V 2 - 1                               | Éliminatoires de la Coupe du monde 1990 | KV Malines                            | Titulaire.                                                             |
| 7                                     | 27 mai 1989                           | Stade du Heysel, Bruxelles, Belgique                  | Yougoslavie                           | V 1 - 0                               | Match amical                            | KV Malines                            | Titulaire.                                                             |
| 8                                     | 1er juin 1989                         | Stade Grimonprez-Jooris, Lille, France                | Luxembourg                            | V 5 - 0                               | Éliminatoires de la Coupe du monde 1990 | KV Malines                            | Titulaire.                                                             |
| 9                                     | 8 juin 1989                           | Terry Fox Stadium (en), Ottawa, Canada                | Canada                                | V 2 - 0                               | Match amical                            | KV Malines                            | Titulaire, remplacé par Jean-Marie Houben à la 46e minute de jeu.      |
| 10                                    | 6 septembre 1989                      | Stade du Heysel, Bruxelles, Belgique                  | Portugal                              | V 3 - 0                               | Éliminatoires de la Coupe du monde 1990 | KV Malines                            | Titulaire.                                                             |
| 11                                    | 11 octobre 1989                       | Stade Saint-Jacques, Bâle, Suisse                     | Suisse                                | N 2 - 2                               | Éliminatoires de la Coupe du monde 1990 | KV Malines                            | Titulaire, remplacé par Enzo Scifo à la 46e minute de jeu.             |
| 12                                    | 25 octobre 1989                       | Stade du Heysel, Bruxelles, Belgique                  | Luxembourg                            | N 1 - 1                               | Éliminatoires de la Coupe du monde 1990 | KV Malines                            | Titulaire, remplacé par Luc Nilis à la 74e minute de jeu.              |
| 13                                    | 17 janvier 1990                       | Stade olympique, Athènes, Grèce                       | Grèce                                 | D 0 - 2                               | Match amical                            | KV Malines                            | Titulaire.                                                             |
| 14                                    | 21 février 1990                       | Stade du Heysel, Bruxelles, Belgique                  | Suède                                 | N 0 - 0                               | Match amical                            | KV Malines                            | Titulaire.                                                             |
| 15                                    | 2 juin 1990                           | Stade du Heysel, Bruxelles, Belgique                  | Mexique                               | V 3 - 0                               | Match amical                            | KV Malines                            | Titulaire.                                                             |
| 16                                    | 6 juin 1990                           | Stade du Heysel, Bruxelles, Belgique                  | Pologne                               | N 1 - 1                               | Match amical                            | KV Malines                            | Titulaire et buteur.                                                   |
| 17                                    | 12 juin 1990                          | Stade Marcantonio-Bentegodi, Vérone, Italie           | Corée du Sud                          | V 2 - 0                               | Coupe du monde 1990                     | KV Malines                            | Titulaire.                                                             |
| 18                                    | 17 juin 1990                          | Stade Marcantonio-Bentegodi, Vérone, Italie           | Uruguay                               | V 3 - 1                               | Coupe du monde 1990                     | KV Malines                            | Titulaire, remplacé par Leo Clijsters à la 46e minute de jeu.          |
| 19                                    | 21 juin 1990                          | Stade Marcantonio-Bentegodi, Vérone, Italie           | Espagne                               | D 1 - 2                               | Coupe du monde 1990                     | KV Malines                            | Titulaire, remplacé par Pascal Plovie à la 31e minute de jeu.          |
| 20                                    | 17 octobre 1990                       | National Stadium, Cardiff, Pays de Galles             | Pays de Galles                        | D 1 - 3                               | Éliminatoires de l'Euro 1992            | KV Malines                            | Titulaire.                                                             |
| 21                                    | 13 février 1991                       | Stadio Libero Liberati, Terni, Italie                 | Italie                                | N 0 - 0                               | Match amical                            | KV Malines                            | Titulaire.                                                             |
| 22                                    | 27 février 1991                       | Stade Constant Vanden Stock, Bruxelles, Belgique      | Luxembourg                            | V 3 - 0                               | Éliminatoires de l'Euro 1992            | KV Malines                            | Titulaire.                                                             |
| 23                                    | 1er mai 1991                          | Stade Constant Vanden Stock, Bruxelles, Belgique      | Allemagne                             | D 0 - 1                               | Éliminatoires de l'Euro 1992            | KV Malines                            | Titulaire.                                                             |
| 24                                    | 11 septembre 1991                     | Stade Municipal, Luxembourg, Luxembourg               | Luxembourg                            | V 2 - 0                               | Éliminatoires de l'Euro 1992            | KV Malines                            | Titulaire.                                                             |
| 25                                    | 9 octobre 1991                        | Stade Sóstói, Székesfehérvár, Hongrie                 | Hongrie                               | V 2 - 0                               | Match amical                            | KV Malines                            | Titulaire et buteur, remplacé par Danny Boffin à la 75e minute de jeu. |
| 26                                    | 20 novembre 1991                      | Stade Constant Vanden Stock, Bruxelles, Belgique      | Allemagne                             | D 0 - 1                               | Éliminatoires de l'Euro 1992            | KV Malines                            | Titulaire.                                                             |
| 27                                    | 22 avril 1992                         | Stade Constant Vanden Stock, Bruxelles, Belgique      | Chypre                                | V 1 - 0                               | Éliminatoires de la Coupe du monde 1994 | KV Malines                            | Titulaire.                                                             |
| 28                                    | 3 juin 1992                           | Svangaskarð, Toftir, Îles Féroé                       | Îles Féroé                            | V 3 - 0                               | Éliminatoires de la Coupe du monde 1994 | KV Malines                            | Titulaire.                                                             |
| 29                                    | 2 septembre 1992                      | Stade de Strahov, Prague, Tchécoslovaquie             | Tchécoslovaquie                       | V 2 - 1                               | Éliminatoires de la Coupe du monde 1994 | RSC Anderlecht                        | Titulaire.                                                             |
| 30                                    | 22 mai 1993                           | Stade Constant Vanden Stock, Bruxelles, Belgique      | Îles Féroé                            | V 3 - 0                               | Éliminatoires de la Coupe du monde 1994 | RSC Anderlecht                        | Titulaire.                                                             |
| 31                                    | 16 février 1994                       | Ta' Qali Stadium, Ta' Qali, Malte                     | Malte                                 | D 0 - 1                               | Match amical                            | RSC Anderlecht                        | Titulaire.                                                             |
| 32                                    | 4 juin 1994                           | Stade du Heysel, Laeken, Belgique                     | Zambie                                | V 9 - 0                               | Match amical                            | RSC Anderlecht                        | Entre en jeu à la place de Lorenzo Staelens à la 46e minute de jeu.    |
| 33                                    | 8 juin 1994                           | Stade du Heysel, Laeken, Belgique                     | Hongrie                               | V 3 - 1                               | Match amical                            | RSC Anderlecht                        | Entre en jeu à la place de Enzo Scifo à la 80e minute de jeu.          |
| 34                                    | 19 juin 1994                          | Florida Citrus Bowl, Orlando, États-Unis              | Maroc                                 | V 1 - 0                               | Coupe du monde 1994                     | RSC Anderlecht                        | Entre en jeu à la place de Luc Nilis à la 54e minute de jeu.           |
| 35                                    | 25 juin 1994                          | Florida Citrus Bowl, Orlando, États-Unis              | Pays-Bas                              | V 1 - 0                               | Coupe du monde 1994                     | RSC Anderlecht                        | Titulaire, remplacé par Dirk Medved à la 78e minute de jeu.            |
| 36                                    | 2 juillet 1994                        | Soldier Field, Chicago, États-Unis                    | Allemagne                             | D 2 - 3                               | Coupe du monde 1994                     | RSC Anderlecht                        | Titulaire.                                                             |
| 37                                    | 7 septembre 1994                      | Stade Constant Vanden Stock, Bruxelles, Belgique      | Arménie                               | V 2 - 0                               | Éliminatoires de l'Euro 1996            | RSC Anderlecht                        | Entre en jeu à la place de Lorenzo Staelens à la 76e minute de jeu.    |

### Buts internationaux
| Buts internationaux de Marc Emmers | Buts internationaux de Marc Emmers | Buts internationaux de Marc Emmers    | Buts internationaux de Marc Emmers | Buts internationaux de Marc Emmers | Buts internationaux de Marc Emmers | Buts internationaux de Marc Emmers | Buts internationaux de Marc Emmers | Buts internationaux de Marc Emmers | Buts internationaux de Marc Emmers |
| #                                  | Date                               | Lieu                                  | Adversaire                         | Résultat                           | Compétition                        | Détail                             | Détail                             | Détail                             | Cape                               |
| ---------------------------------- | ---------------------------------- | ------------------------------------- | ---------------------------------- | ---------------------------------- | ---------------------------------- | ---------------------------------- | ---------------------------------- | ---------------------------------- | ---------------------------------- |
| 1                                  | 6 juin 1990                        | Stade du Heysel, Bruxelles, Belgique  | Pologne                            | N 1 - 1                            | Match amical                       | 51e                                | du pied droit                      | 1-1                                | 16e                                |
| 2                                  | 9 octobre 1991                     | Stade Sóstói, Székesfehérvár, Hongrie | Hongrie                            | V 2 - 0                            | Match amical                       | 8e                                 | du pied droit                      | 0-1                                | 25e                                |

## Palmarès

### En club
|  |  | KV Malines - Championnat de Belgique (1) : - Champion : 1989 - Vice-champion : 1988 et 1991 - Coupe de Belgique : - Finaliste : 1991 et 1992 - Supercoupe de Belgique : - Finaliste : 1987 - Coupe d'Europe des vainqueurs de coupe (1) : - Vainqueur : 1988 - Supercoupe d'Europe (1) : - Vainqueur : 1988 - Trophée Joan Gamper (1) : - Vainqueur : 1989 - Tournoi d'Amsterdam (1) : - Vainqueur : 1989 |  | RSC Anderlecht - Championnat de Belgique (3) : - Champion : 1993, 1994 et 1995 - Vice-champion : 1996 - Coupe de Belgique (1) : - Vainqueur : 1994 - Fnaliste : 1997 - Supercoupe de Belgique (2) : - Vainqueur : 1993 et 1995 |  | FC Lugano - Championnat de Suisse de deuxième division : - Vice-champion : 1998 |

### Distinction personnelle
- Élu Footballeur pro de l'année en 1989 avec le KV Malines